# Alessandro Motti

Alessandro Motti nacido el 21 de febrero de 1979 es un tenista profesional italiano.

## Carrera
Su ranking más alto a nivel individual fue el puesto N.º 536, alcanzado el 12 de julio de 2004. A nivel de dobles, que es su modalidad principal, alcanzó el puesto N.º 91 el 14 de septiembre de 2009.
Ha ganado hasta el momento 15 títulos de la categoría ATP Challenger Series en la modalidad de dobles.

## Títulos ATP (0; 0+0)

### Dobles (0)
| Leyenda                   |
| Grand Slam (0)            |
| ATP World Tour Finals (0) |
| ATP Masters 1000 (0)      |
| ATP World Tour 500 (0)    |
| ATP World Tour 250 (0)    |

#### Finalista (1)
| N.º | Fecha             | Torneo   | Superficie    | Pareja      | Oponentes en la final    | Resultado |
| --- | ----------------- | -------- | ------------- | ----------- | ------------------------ | --------- |
| 1.  | 7 de mayo de 2017 | Estambul | Tierra batida | Tuna Altuna | Roman Jebavý Jiří Veselý | 0-6, 0-6  |

## Challenger Tour

### Dobles (15)
| N.º | Fecha      | Torneo                      | Superficie | Pareja            | Rivales en la final                     | Resultado           |
| --- | ---------- | --------------------------- | ---------- | ----------------- | --------------------------------------- | ------------------- |
| 1.  | 04.07.2005 | Challenger de Mantova       | Tierra     | Flavio Cipolla    | Salvador Navarro Óscar Serrano Gámez    | 5-7, 6-3, 6-3       |
| 2.  | 10.09.2007 | Challenger de Todi          | Tierra     | Daniele Giorgini  | Enrico Burzi Stefano Galvani            | 3-6, 7-5, [10-4]    |
| 3.  | 11.08.2008 | Challenger de Vigo          | Tierra     | Marco Crugnola    | Pedro Clar-Rosselló Pablo Martín-Adalia | 6-3, 4-6, [10-4]    |
| 4.  | 22.09.2008 | Challenger de Nápoles-1 (1) | Tierra     | Leonardo Azzaro   | Ismar Gorčić Antonio Maiorano           | 6-7(5), 6-3, [10-7] |
| 5.  | 13.04.2009 | Challenger de Roma(1)       | Tierra     | Simon Greul       | Daniele Bracciali Filippo Volandri      | 6-4, 7-5            |
| 6.  | 11.05.2009 | Challenger de Zagreb        | Tierra     | Peter Luczak      | Brendan Evans Ryan Sweeting             | 6-4, 6-4            |
| 7.  | 31.08.2009 | Challenger de Como          | Tierra     | Marco Crugnola    | Treat Conrad Huey Harsh Mankad          | 7-6(3), 6-2         |
| 8.  | 07.09.2009 | Challenger de Génova        | Tierra     | Daniele Bracciali | Amir Hadad Harel Levy                   | 6-4, 6-2            |
| 9.  | 19.07.2010 | Challenger de Orbetello     | Tierra     | Alessio di Mauro  | Nikola Mektić Ivan Zovko                | 6-2, 3-6, [10-3]    |
| 10. | 21.03.2011 | Challenger de Marrakech     | Tierra     | Peter Luczak      | James Cerretani Adil Shamasdin          | 7-6(5), 7-6(3)      |
| 11. | 17.04.2011 | Challenger de Roma(2)       | Tierra     | Martin Kližan     | Thomas Fabbiano Walter Trusendi         | 7-6(3), 6-4         |
| 12. | 04.07.2011 | Challenger de San Benedetto | Tierra     | Alessio di Mauro  | Daniele Giorgini Stefano Travaglia      | 7-6(5), 4-6, [10-7] |
| 13. | 28.04.2012 | Challenger de Nápoles (2)   | Tierra     | Laurynas Grigelis | Rameez Junaid Igor Zelenay              | 6-4, 6-4            |
| 14. | 13.09.2013 | Challenger de Sevilla       | Tierra     | Stéphane Robert   | Stephan Fransen Wesley Koolhof          | 7-5, 7-5            |
| 15. | 27.07.2014 | Challenger de Oberstaufen   | Tierra     | Wesley Koolhof    | Radu Albot Mateusz Kowalczyk            | 7-6(7), 6-3         |